# لورا چیاتی
لورا چیاتی (ایتالیایی: Laura Chiatti; زاده ۱۵ ژوئیه ۱۹۸۲) بازیگر ایتالیایی است. از فیلم‌ها و سریال‌های معروف او می‌توان به بازی در فیلم افسون، حق مشاوره، راهنمای عشق ۳ و باریا اشاره کرد.

## نگارخانه

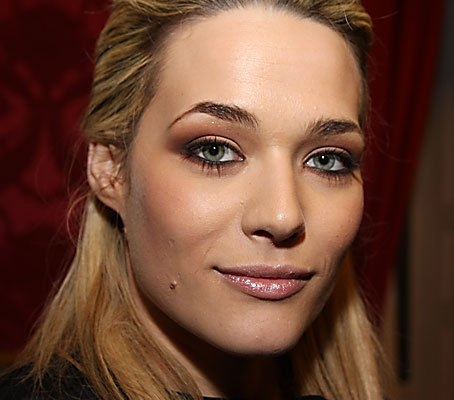
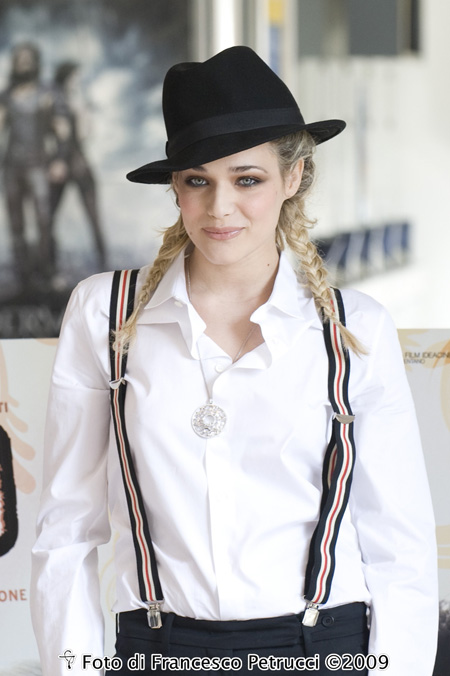
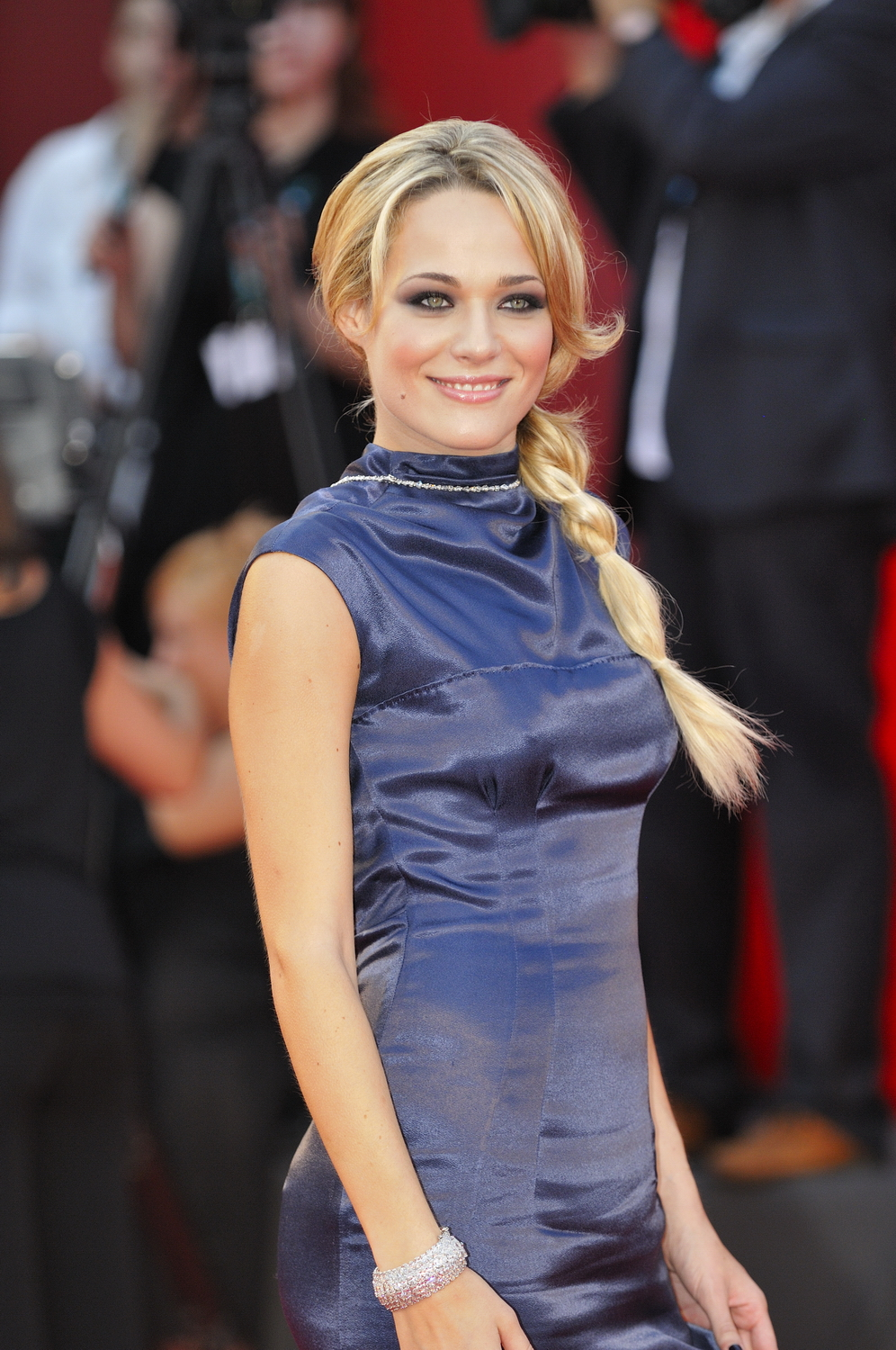